# Elite Beat Agents
Pour les articles homonymes, voir EBA.
Elite Beat Agents (EBA) un jeu de rythme développé par iNiS pour la  Nintendo DS. C'est le successeur spirituel d'Osu! Tatakae! Ōendan, un jeu de rythme japonais sorti en 2005 au Japon exclusivement.

## Histoire et principe
Les Elite Beat Agents sont des agents en costume noir qui aident des personnes en difficulté en dansant. Le jeu comprend 19 missions dont 3 cachées, à l'aspect assez ridicule, comme aider une baby-sitter à s'occuper d'enfants, un réalisateur à tourner un film, ou encore un chien à rentrer chez lui.
Chaque mission commence par une petite animation en bande dessinée présentant avec humour le but de la mission. Le niveau commence ensuite avec l'arrivée d'une équipe de 3 agents. Pour les faire danser, le joueur doit taper sur des bulles qui apparaissent à l'écran, en rythme avec la musique, sur l'écran du bas de la DS, l'écran du haut affichant une animation. Certaines bulles peuvent se prolonger, dans ce cas, le joueur doit en suivre le tracé avec le stylet.
Une barre de vie est présente en haut de l'écran de jeu et décroit continuellement. Si elle se vide complètement, la mission échoue. Chaque bulle frappée correctement permet de la faire remonter un peu, et de gagner des points (50, 100 ou 300 selon la précision du timing). En enchainant plusieurs bulles d'affilée, on augmente un multiplicateur qui permet de gagner plus de points pour chaque bulle. Parfois, une grande roue apparaît sur l'écran, et le joueur devra alors la faire tourner le plus vite possible avec le stylet pour remplir une jauge. Une fois celle-ci remplie, chaque tour de roue supplémentaire donne un bonus de 1 000 points.
Au cours de la mission, il y a deux ou trois moments où le jeu s'arrête et affiche un petit interlude. Si la jauge de vie est supérieure à la moitié, le passage est considéré comme réussi. L'interlude sera alors différent, ainsi que la conclusion de la mission.
Au début du jeu, deux niveaux de difficulté sont accessibles : Facile et Moyen. Une fois le mode Moyen terminé, le mode Difficile se débloque, puis une fois celui-ci complété, un nouveau mode encore plus difficile, Hard ROCK!, apparaît, dans lequel les agents sont remplacés par des pom-pom girls.
Quand toutes les chansons de tous les modes de jeu sont terminées, il devient possible de jouer avec l'agent Kahn, qui remplace la pom-pom girl centrale durant les parties en difficulté « Hard Rock ».

## Bande originale
Les morceaux entendus dans le jeu ne sont pas les versions originales mais des reprises.
- Walkie Talkie Man - Steriogram
- Makes No Difference - Sum 41
- Sk8er Boi - Avril Lavigne
- I Was Born to Love You - Queen
- Rock This Town - Stray Cats
- Highway Star - Deep Purple
- Y.M.C.A. - Village People
- September - Earth, Wind and Fire
- Canned Heat - Jamiroquai
- Material Girl - Madonna
- La La - Ashlee Simpson
- You're the Inspiration - Chicago
- Let's Dance - David Bowie
- The Anthem - Good Charlotte
- Without a Fight - Hoobastank
- Jumpin' Jack Flash - The Rolling Stones

Morceaux bonus :
- Believe - Cher
- ABC - Jackson Five
- Survivor - Destiny's Child